# Fozishan (köpinghuvudort i Kina, Hubei Sheng, lat 30,76, long 113,00)
Fozishan (kinesiska: 佛子山, 佛子山镇) är en köpinghuvudort i Kina. Den ligger i provinsen Hubei, i den centrala delen av landet, omkring 120 kilometer väster om provinshuvudstaden Wuhan. Antalet invånare är 33 154. Befolkningen består av 15 574 kvinnor och 17 580 män. Barn under 15 år utgör 12,0 %, vuxna 15-64 år 79 %, och äldre över 65 år 8,0 %.
Runt Fozishan är det tätbefolkat, med 613 invånare per kvadratkilometer. Närmaste större samhälle är Jingling, 15,0 km sydost om Fozishan. Trakten runt Fozishan består till största delen av jordbruksmark.
Genomsnittlig årsnederbörd är 1 371 millimeter. Den regnigaste månaden är juli, med i genomsnitt 192 mm nederbörd, och den torraste är december, med 18 mm nederbörd.